# Гончаренко Семен Устимович
Семе́н Усти́мович Гончаре́нко (9 червня 1928, село Шпакове, нині Новомиргородського району Кіровоградської області — 7 квітня 2013, м. Київ) — український педагог. Доктор педагогічних наук (1989). Професор (1990). Дійсний член Академії педагогічних наук України (1992). Провідний методолог педагогічної науки України.

## Біографія
Народився 9 червня 1928 року в селі Шпакове Новомиргородського району Кіровоградської області в родині колгоспників
1948 — закінчив Панчівську середню школу
1948—1952 — навчався в Кіровоградському державному педагогічному інституті імені О. С. Пушкіна на фізико-математичному факультеті
1952—1955 — учитель фізики та математики Тишківської середньої школи Тишківського району Кіровоградської області
1955—1958 — навчався в аспірантурі Науково-дослідного інституту педагогіки УРСР
1958—1963 — молодший науковий співробітник сектора фізики НДІ педагогіки УРСР
1961 — захистив кандидатську дисертацію «Зв'язок викладання фізики з виробничим навчанням» (науковий керівник — М. Й. Розенберг)
1963—1966 — старший науковий співробітник відділу методики фізики НДІ педагогіки УРСР
1966—1993 — заступник директора з наукової роботи Інституту педагогіки Міністерства народної освіти УРСР
1989 — захистив докторську дисертацію «Методологічні і теоретичні основи формування в учнів середньої школи природничо-наукової картини світу»
1990 — за результатом захисту докторської дисертації присуджено науковий ступінь доктора педагогічних наук
1991 — присуджено наукове звання професора зі спеціальності «Методика викладання фізики»
1992 — дійсний член Академії педагогічних наук України
1993 — віце-президент, керівник Відділення дидактики, методики та інформаційних технологій в освіті АПН України
1994 — академік-секретар Відділення дидактики, методики та інформаційних технологій в освіті АПН України
1998—2013 — головний науковий співробітник Інституту педагогіки і психології професійної освіти (з лютого 2007 р. — Інститут педагогічної освіти і освіти дорослих)
Помер 7 квітня 2013 року. Похований на Лісовому кладовищі у Києві

## Пам'ять
У 2014 році співробітниками відділу андрагогіки Інституту педагогічної освіти і освіти дорослих НАПН України започатковано ініціативу проведення Всеукраїнських педагогічних читань, присвячених пам'яті академіка Семена Устимовича Гончаренка «Особистісний і професійний розвиток дорослих: проблеми і перспективи».

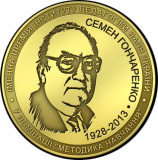
Премія імені Семена Гончаренка

В Інституті педагогіки Національної академії педагогічних наук України до дня науки започатковано щорічний конкурс на здобуття Премії імені видатних учених Інституту педагогіки. Премія імені Семена Гончаренка встановлена за напрямом — методика навчання.

## Нагороди та відзнаки
- 1960 — нагороджений Грамотою Міністерства освіти УРСР
- 1975 — нагороджений медаллю «30 років Перемоги у Великій Вітчизняній війні 1941—1945 рр.»
- 1976 — нагороджений орденом «Знак Пошани»
- 1977 — нагороджений медаллю А. С. Макаренка
- 1982 — нагороджений медаллю «В пам'ять 1500-річчя Києва»
- 1983 — нагороджений почесною грамотою Міністерства освіти УРСР
- 1984 — нагороджений медаллю «Ветеран праці»
- 1985 — нагороджений орденом Вітчизняної війни 2-го ступеня
- 1985 — нагороджений медаллю «40 років Перемоги у Великій Вітчизняній війні 1941—1945 рр.»
- 1987 — нагороджений Почесною грамотою Президії Верховної Ради Української РСР
- 1987 — нагороджений медаллю Н. К. Крупської
- 1990 — нагороджений значком «Відмінник освіти СРСР»
- 1995 — нагороджений медаллю «50 років Перемоги у Великій Вітчизняній війні 1941—1945 рр.»
- 1998 — нагороджений Почесною грамотою АПН України
- 1998 — присвоєно почесне звання «Заслужений діяч науки і техніки України»
- 1999 — нагороджений медаллю «Захиснику Вітчизни»
- 1999 — стипендіат Президента України
- 2000 — почесний професор Кіровоградського державного педагогічного університету імені Володимира Винниченка
- 2003 — нагороджений нагрудним знаком «Партизан України»
- 2003 — нагороджений відзнакою «За популяризацію фізики в Україні» за популяризацію олімпіадного руху в Україні, активну участь в олімпіадах з фізики впродовж сорока років
- 2005 — нагороджений медаллю «60 років Перемоги у Великій Вітчизняній війні 1941—1945 рр.»
- 2008 — нагороджений нагрудним знаком Міністерства освіти і науки України «За наукові досягнення»
- 2008 — нагороджений знаком АПН України «Ушинський К. Д.»
- 2010 — нагороджений медаллю «65 років Перемоги у Великій Вітчизняній війні 1941—1945 рр.»
- 2011 — нагороджений срібною медаллю «Василь Зеньковський»
- 2011 — нагороджений медаллю «Трудова слава» Міжнародної Академії рейтингових технологій і соціології «Золота Фортуна»

## Вибрані твори
- Гончаренко С. У. Формування наукового світогляду учнів під час вивчення фізики: посіб. для вчителя. — К.: Рад. школа, 1990. — 205 с.
- Гончаренко С. У. Методика як наука. — К.; Хмельницький: Вид-во ХГПК, 2000. — 30 с.
- Гончаренко С. У. Педагогічні дослідження: методол. поради молодим науковцям. — К.; Вінниця: [б. в.], 2010. — 307 с.
- Гончаренко С. У. Український педагогічний енциклопедичний словник. — 2-ге вид., доповн. й виправл. — Рівне: Волин. обереги, 2011. — 519 с.
- Гончаренко С. У. Педагогічні закони, закономірності, принципи. Сучасне тлумачення / С. У. Гончаренко. — Рівне: Волинські обереги, 2012. — 192 с.
- Гончаренко С. У. Формування наукової картини світу в дорослих: метод. посіб. [рукопис] — К.: ІПООД НАПН України, 2013.
- Гончаренко С. У. Етичний кодекс ученого // Естетика і етика пед. дії: зб. наук. пр. / НАПН України, Ін-т пед. освіти і освіти дорослих, Полтав. нац. пед. ун-т ім. В. Г. Короленка. — К. ; Полтава, 2011. — Вип. 1. — С. 25-34.
- Гончаренко С. Фундаменталізація освіти як дидактичний принцип / С. Гончаренко // Шлях освіти. — 2008. — № 1 (47). — С. 2-6.